# Sistema europeo di vigilanza finanziaria
Il sistema europeo di vigilanza finanziaria (SEVIF) è stato istituito dall'Unione europea nel 2010, attraverso una serie di regolamenti, per sopperire alle lacune in materia di vigilanza finanziaria emerse dalla crisi degli anni 2007 e 2008. L'istituzione di tale sistema di vigilanza è stata comunicata agli Stati membri dell'UE con la direttiva 78 del 24 novembre 2010.

## Organi costitutivi
Il SEVIF è composto da diverse autorità di vigilanza, ovvero organi specifici competenti in determinati settori di mercato, per assicurare una vigilanza completa ed efficace sotto tutti i punti di vista; le autorità di vigilanza previste all'interno del SEVIF sono le seguenti:
- EBA (European Banking Authority), autorità europea di vigilanza sul mercato bancario istituita con regolamento 1093 del 2010[2];
- EIOPA (European Insurance and Occupational Pensions Authority), autorità europea delle assicurazioni e delle pensioni aziendali e professionali istituita con regolamento 1094 del 2010[3];
- ESMA (European Securities and Markets Authority), autorità europea per gli strumenti finanziari e i mercati istituita con regolamento 1095 del 2010[4];

Inoltre il SEVIF si avvale del CERS (Comitato europeo per il rischio sistemico), un ulteriore organo ausiliario appositamente previsto per il controllo, la prevenzione e l'identificazione del rischio, responsabile della vigilanza macro-prudenziale del sistema finanziario europeo.
In tal modo il sistema finanziario dell'UE viene diviso in 3 ambiti principali, ad ognuno dei quali viene assegnata una specifica autorità europea di vigilanza.